# Municipio de San Francisco Chindúa
El municipio de San Francisco Chindúa es un municipio situado en el estado mexicano de Oaxaca. Según el censo de 2020, tiene una población de 812 habitantes.
Pertenece al distrito de Nochixtlán, dentro de la Región Mixteca. Su cabecera es la localidad homónima.